# Pablo Dorado
Pablo Dorado est un footballeur uruguayen, né le 22 juin 1908 et mort le 18 novembre 1978, de 1,75 m pour 71 kg, ayant occupé le poste d'ailier droit en sélection nationale, au CA Bella Vista, et à River Plate de 1931 à 1935, club avec lequel il fut champion d'Argentine en 1932. 
Il marqua le premier but lors de la 1re finale de Coupe du monde (à la 12e minute). 
Avec Ernesto Mascheroni, il était à 22 ans le benjamin de la 1re équipe championne du monde.